# Spionida
Spionida (лат.) — отряд морских многощетинковых червей из подкласса Sedentaria.

## Описание
Пальпы на стыке про- и перистомиума; параподиальные доли хорошо развиты, по крайней мере, у некоторых сетигеров. Унцини отсутствуют. Простомиум без придатков.

## Систематика
Известно около 50 родов и более 700 видов, более половины из которых в семействе Spionidae. На апрель 2025 года в отряд включают 5 семейств. Название Spionida впервые было использовано Дейлсом (1962) для группы из восьми семейств полихет и было причислено к категории отряда. До этого название Spiomorpha обычно использовалось для таксона, включавшего Spionidae и разнообразные группы других полихет (Mackie 1996). Фаухалд (1977) сформулировал Spionida иначе, чем Дейлс (1962), исключив Paraonidae и Sabellariidae и включив Magelonidae. Он также разделил Spionida на три группы: Spioniformia (с шестью семействами), Chaetopteriformia (с Chaetopteridae) и Cirratuliformia (с Acrocirridae и Cirratulidae). Состав Spionida, сформулированный Rouse & Fauchald (1997), в основном соответствует группировке Spioniformia плюс Chaetopteriformia из Fauchald (1977), с добавлением впоследствии образованного семейства Uncispionidae. Cirratuliformia в рамках таксономического объёма Фаухалда (1977) были отнесены к Terebellida по мнению Rouse & Fauchald (1997).
- Отряд Spionida
  - Подотряд Spioniformia
    - Apistobranchidae Mesnil and Caullery, 1898
    - Poecilochaetidae Hannerz, 1956
    - Spionidae Grube, 1850
    - Trochochaetidae Pettibone, 1963
    - Uncispionidae Green, 1982

Некоторые авторы включают семейства Aberrantidae Wolf, 1987, Longosomatidae Hartman, 1944 и Magelonidae Cunningham and Ramage, 1888 в отряд Spionida